# Lixophaga parva
Lixophaga parva är en tvåvingeart som beskrevs av Townsend 1908. Lixophaga parva ingår i släktet Lixophaga och familjen parasitflugor. Inga underarter finns listade i Catalogue of Life.